# くちづけはタンゴの後で
『くちづけはタンゴの後で』（原題：Mrs. Winterbourne）は、1996年制作のアメリカ合衆国のロマンティック・コメディ映画。
コーネル・ウールリッチのミステリー小説「死者との結婚」を原作にしているが、映画はハートフルなロマンティック・コメディに仕立てられている。

## あらすじ
田舎娘のコニー・ドイルは幸せを夢見てニューヨークに出て来たが、スティーヴという悪い男に騙され、妊娠させられた挙句に追い出されてしまう。身重のコニーは街をさまよううちにいつしか、ボストン行きの列車に乗り込む。
車中で彼女はヒューとパトリシアという新婚夫婦と知り合う。パトリシアも妊娠中で、コニーに親切にしてくれた。コニーが床に落ちたパトリシアの結婚指輪を手にした途端、突然列車が脱線事故を起こし、彼女は意識を失った。目が覚めるとコニーは病院におり、横には知らぬ間に生まれた赤ん坊がいた。しかし、彼女は周囲の人間から指輪のせいでパトリシアと誤認される。ヒューとパトリシアは事故で死んでしまっていた。
そんなコニー母子を、運転手兼執事のパコという男が迎えに来る。実はヒューは、ボストンの名家であるウィンターボーン家の御曹司だったのだ。コニーは彼の母親で女主人のグレースの元に連れて行かれる。亡き息子の忘れ形見と赤ん坊を抱きしめ、感動するグレースにコニーは真実を告げられない。そんなコニーを、ヒューの双子の弟ビルは疑いの眼差しで見ていた。
やがてグレースとコニーは、まるで本当の母娘のように強い絆を感じるようになり、グレースはコニーを遺産相続人に加えた。コニーの素性を調べ上げたビルはそれに反対し、コニーも固辞するが、グレースは聞く耳を持たない。
ある晩、コニーとビルはパコにけしかけられるまま、タンゴを踊る。そのうちにビルはコニーの素性がどうであろうともはや関係なく、彼女を愛するようになっていくのだが…。

## キャスト
| 役名                                                      | 俳優                     | 日本語吹替 |
| --------------------------------------------------------- | ------------------------ | ---------- |
| グレース・ウィンターボーン                                | シャーリー・マクレーン   | 藤波京子   |
| コニー・ドイル                                            | リッキー・レイク         | 岡本麻弥   |
| ビル・ウィンターボーン/ ヒュー・ウィンターボーン （二役） | ブレンダン・フレイザー   | 家中宏     |
| パコ                                                      | ミゲル・サンドバル       | 池田勝     |
| スティーヴ                                                | ローレン・ディーン       | 中田和宏   |
| 神父                                                      | ピーター・ジャーティー   | 松岡文雄   |
| アンブローズ                                              | デブラ・モンク           | 水原リン   |
| クリスティーン                                            | ジェーン・クラコウスキー |            |
| パトリシア・ウィンターボーン                              | スーザン・ハスケル       |            |

吹替その他、種田文子、藤井佳代子、麻生侑里、石波義人、水野龍司、寺内よりえ、伊藤和晃、小野英昭、幸田夏穂、柳沢栄治